# Campeonato Asiático de Voleibol Femenino Sub-20 de 2010
La 'XV edición del Campeonato Asiático de Voleibol Femenino Sub-20 de 2010' se llevó a cabo en Vietnam del 12 al 20 de septiembre. Los equipos nacionales compitieron por tres cupos para el Campeonato Mundial de Voleibol Femenino Sub-20 de 2011 a realizarse en Vietnam.

## Grupos
| Grupo A       | Grupo B   | Grupo C      | Grupo D       |
| ------------- | --------- | ------------ | ------------- |
| Kazajistán    | Hong Kong | China Taipéi | Australia     |
| Nueva Zelanda | Indonesia | Fiyi         | China         |
| Vietnam       | Japón     | India        | Irán          |
|               | Sri Lanka | Japón        | Corea del Sur |

## Primera fase

### Clasificación
| Pos | Equipo     | PJ | PG | PP | SG | SP | PTS |
| --- | ---------- | -- | -- | -- | -- | -- | --- |
| 1   | Kazajistán | 2  | 2  | 0  | 6  | 0  | 6   |
| 2   | Vietnam    | 2  | 1  | 1  | 3  | 3  | 3   |
| 3   | Australia  | 2  | 0  | 2  | 0  | 6  | 0   |

#### Resultados
| Fecha    | Encuentro                  | Resultado | Set   | Set   | Set   | Set | Set | Puntuación total |
| Fecha    | Encuentro                  | Resultado | 1     | 2     | 3     | 4   | 5   | Puntuación total |
| -------- | -------------------------- | --------- | ----- | ----- | ----- | --- | --- | ---------------- |
| 12-09-10 | Nueva Zelanda - Vietnam    | 0-3       | 23-25 | 21-25 | 14-25 |     |     | 58-75            |
| 13-09-10 | Kazajistán - Nueva Zelanda | 3-0       | 25-19 | 25-13 | 25-08 |     |     | 75-40            |
| 14-09-10 | Vietnam - Kazajistán       | 0-3       | 13-25 | 22-25 | 18-25 |     |     | 53-75            |

### Clasificación
| Pos | Equipo    | PJ | PG | PP | SG | SP | PTS |
| --- | --------- | -- | -- | -- | -- | -- | --- |
| 1   | Japón     | 3  | 3  | 0  | 9  | 0  | 9   |
| 2   | Indonesia | 3  | 2  | 1  | 6  | 3  | 6   |
| 3   | Hong Kong | 3  | 1  | 2  | 3  | 7  | 3   |
| 4   | Sri Lanka | 3  | 0  | 3  | 1  | 9  | 0   |

#### Resultados
| Fecha    | Encuentro             | Resultado | Set   | Set   | Set   | Set   | Set | Puntuación total |
| Fecha    | Encuentro             | Resultado | 1     | 2     | 3     | 4     | 5   | Puntuación total |
| -------- | --------------------- | --------- | ----- | ----- | ----- | ----- | --- | ---------------- |
| 12-09-10 | Hong Kong - Sri Lanka | 3-1       | 25-22 | 25-19 | 21-25 | 25-14 |     | 96-80            |
| 12-09-10 | Indonesia - Japón     | 0-3       | 19-25 | 16-25 | 13-25 |       |     | 48-75            |
| 13-09-10 | Sri Lanka - Japón     | 0-3       | 07-25 | 09-25 | 08-25 |       |     | 24-75            |
| 13-09-10 | Hong Kong - Indonesia | 0-3       | 17-25 | 11-25 | 22-25 |       |     | 50-75            |
| 14-09-10 | Japón - Hong Kong     | 3-0       | 25-07 | 25-05 | 25-11 |       |     | 75-23            |
| 14-09-10 | Indonesia - Sri Lanka | 3-0       | 25-11 | 25-14 | 25-14 |       |     | 75-39            |

### Clasificación
| Pos | Equipo       | PJ | PG | PP | SG | SP | PTS |
| --- | ------------ | -- | -- | -- | -- | -- | --- |
| 1   | Tailandia    | 3  | 3  | 0  | 9  | 1  | 9   |
| 2   | China Taipéi | 3  | 2  | 1  | 7  | 3  | 6   |
| 3   | India        | 3  | 1  | 2  | 3  | 6  | 3   |
| 4   | Fiyi         | 3  | 0  | 3  | 0  | 9  | 0   |

#### Resultados
| Fecha    | Encuentro                | Resultado | Set   | Set   | Set   | Set   | Set | Puntuación total |
| Fecha    | Encuentro                | Resultado | 1     | 2     | 3     | 4     | 5   | Puntuación total |
| -------- | ------------------------ | --------- | ----- | ----- | ----- | ----- | --- | ---------------- |
| 12-09-10 | Fiyi - Tailandia         | 0-3       | 04-25 | 12-25 | 13-25 |       |     | 29-75            |
| 12-09-10 | India - China Taipéi     | 0-3       | 18-25 | 12-25 | 19-25 |       |     | 49-75            |
| 13-09-10 | Tailandia - China Taipéi | 3-1       | 25-15 | 30-28 | 13-25 | 25-23 |     | 93-91            |
| 13-09-10 | Fiyi - India             | 0-3       | 08-25 | 12-25 | 22-25 |       |     | 42-75            |
| 14-09-10 | India - Tailandia        | 0-3       | 16-25 | 24-26 | 17-25 |       |     | 57-76            |
| 14-09-10 | China Taipéi - Fiyi      | 3-0       | 25-05 | 25-08 | 25-08 |       |     | 75-21            |

### Clasificación
| Pos | Equipo        | PJ | PG | PP | SG | SP | PTS |
| --- | ------------- | -- | -- | -- | -- | -- | --- |
| 1   | China         | 3  | 3  | 0  | 9  | 1  | 9   |
| 2   | Corea del Sur | 3  | 2  | 1  | 7  | 4  | 6   |
| 3   | Irán          | 3  | 1  | 2  | 4  | 6  | 3   |
| 4   | Australia     | 3  | 0  | 3  | 0  | 9  | 0   |

#### Resultados
| Fecha    | Encuentro                 | Resultado | Set   | Set   | Set   | Set   | Set | Puntuación total |
| Fecha    | Encuentro                 | Resultado | 1     | 2     | 3     | 4     | 5   | Puntuación total |
| -------- | ------------------------- | --------- | ----- | ----- | ----- | ----- | --- | ---------------- |
| 12-09-10 | Irán - China              | 3-0       | 14-25 | 19-25 | 13-25 |       |     | 46-75            |
| 12-09-10 | Corea del Sur - Australia | 3-0       | 25-07 | 25-15 | 25-06 |       |     | 75-28            |
| 13-09-10 | China - Australia         | 3-0       | 25-12 | 25-07 | 25-21 |       |     | 75-40            |
| 13-09-10 | Irán - Corea del Sur      | 1-3       | 23-25 | 17-25 | 25-23 | 20-25 |     | 85-98            |
| 14-09-10 | Corea del Sur - China     | 1-3       | 17-25 | 25-22 | 12-25 | 20-25 |     | 74-97            |
| 14-09-10 | Australia - Irán          | 0-3       | 23-25 | 23-25 | 15-25 |       |     | 61-75            |

## Segunda fase

### Grupo E

#### Clasificación
| Pos | Equipo       | PJ | PG | PP | SF | SC | PTS |
| --- | ------------ | -- | -- | -- | -- | -- | --- |
| 1   | Tailandia    | 3  | 3  | 0  | 9  | 1  | 9   |
| 2   | China Taipéi | 3  | 2  | 1  | 7  | 3  | 6   |
| 3   | Kazajistán   | 3  | 1  | 2  | 3  | 6  | 3   |
| 4   | Vietnam      | 3  | 0  | 3  | 0  | 9  | 0   |

#### Resultados
| Fecha    | Encuentro                 | Resultado | Set   | Set   | Set   | Set | Set | Puntuación total |
| Fecha    | Encuentro                 | Resultado | 1     | 2     | 3     | 4   | 5   | Puntuación total |
| -------- | ------------------------- | --------- | ----- | ----- | ----- | --- | --- | ---------------- |
| 15-09-10 | Kazajistán - China Taipéi | 0-3       | 13-25 | 22-25 | 19-25 |     |     | 54-75            |
| 15-09-10 | Tailandia - Vietnam       | 3-0       | 25-07 | 25-10 | 25-17 |     |     | 75-34            |
| 16-09-10 | Kazajistán - Tailandia    | 0-3       | 09-25 | 17-25 | 07-25 |     |     | 33-75            |
| 16-09-10 | Vietnam - China Taipéi    | 0-3       | 17-25 | 17-25 | 10-25 |     |     | 44-75            |

### Grupo F

#### Clasificación
| Pos | Equipo        | PJ | PG | PP | SF | SC | PTS |
| --- | ------------- | -- | -- | -- | -- | -- | --- |
| 1   | Japón         | 3  | 3  | 0  | 9  | 0  | 9   |
| 2   | China         | 3  | 2  | 1  | 6  | 4  | 6   |
| 3   | Corea del Sur | 3  | 1  | 2  | 4  | 6  | 3   |
| 4   | Indonesia     | 3  | 0  | 3  | 0  | 9  | 0   |

#### Resultados
| Fecha    | Encuentro                 | Resultado | Set   | Set   | Set   | Set | Set | Puntuación total |
| Fecha    | Encuentro                 | Resultado | 1     | 2     | 3     | 4   | 5   | Puntuación total |
| -------- | ------------------------- | --------- | ----- | ----- | ----- | --- | --- | ---------------- |
| 15-09-10 | Japón - Corea del Sur     | 3-0       | 25-18 | 26-24 | 25-12 |     |     | 76-54            |
| 15-09-10 | China - Indonesia         | 3-0       | 25-19 | 25-11 | 25-11 |     |     | 75-34            |
| 16-09-10 | Indonesia - Corea del Sur | 0-3       | 12-25 | 17-25 | 12-25 |     |     | 41-75            |
| 16-09-10 | Japón - China             | 3-0       | 25-19 | 25-19 | 25-19 |     |     | 75-57            |

### Grupo G

#### Clasificación
| Pos | Equipo        | PJ | PG | PP | SF | SC | PTS |
| --- | ------------- | -- | -- | -- | -- | -- | --- |
| 1   | India         | 2  | 2  | 0  | 6  | 0  | 6   |
| 2   | Nueva Zelanda | 2  | 1  | 1  | 3  | 3  | 3   |
| 3   | Fiyi          | 2  | 0  | 2  | 0  | 6  | 0   |

#### Resultados
| Fecha    | Encuentro             | Resultado | Set   | Set   | Set   | Set | Set | Puntuación total |
| Fecha    | Encuentro             | Resultado | 1     | 2     | 3     | 4   | 5   | Puntuación total |
| -------- | --------------------- | --------- | ----- | ----- | ----- | --- | --- | ---------------- |
| 15-09-10 | Nueva Zelanda - India | 0-3       | 15-25 | 17-25 | 14-25 |     |     | 46-75            |
| 16-09-10 | Fiyi - Nueva Zelanda  | 0-3       | 16-25 | 23-25 | 11-25 |     |     | 50-75            |

### Grupo H

#### Clasificación
| Pos | Equipo    | PJ | PG | PP | SF | SC | PTS |
| --- | --------- | -- | -- | -- | -- | -- | --- |
| 1   | Irán      | 3  | 3  | 0  | 9  | 0  | 9   |
| 2   | Australia | 3  | 2  | 1  | 6  | 5  | 5   |
| 3   | Hong Kong | 3  | 1  | 2  | 5  | 7  | 4   |
| 4   | Sri Lanka | 3  | 0  | 3  | 1  | 9  | 0   |

#### Resultados
| Fecha    | Encuentro             | Resultado | Set   | Set   | Set   | Set   | Set   | Puntuación total |
| Fecha    | Encuentro             | Resultado | 1     | 2     | 3     | 4     | 5     | Puntuación total |
| -------- | --------------------- | --------- | ----- | ----- | ----- | ----- | ----- | ---------------- |
| 15-09-10 | Hong Kong - Australia | 2-3       | 25-21 | 24-26 | 20-25 | 25-11 | 08-15 | 102-98           |
| 15-09-10 | Irán - Sri Lanka      | 3-0       | 25-21 | 25-11 | 25-19 |       |       | 75-51            |
| 16-09-10 | Sri Lanka - Australia | 0-3       | 08-25 | 28-30 | 16-25 |       |       | 52-80            |
| 16-09-10 | Hong Kong - Irán      | 0-3       | 09-25 | 16-25 | 18-25 |       |       | 43-75            |

## Fase final

### 13.º al 15.º puesto
|  | Semifinales 13° - 16° | Semifinales 13° - 16° |      |   | 13.º puesto  | 13.º puesto  |  |
|  |                       |                       |      |   |              |              |  |
|  |                       |                       |      |   |              |              |  |
|  | Hong Kong             |                       |      |   |              |              |  |
|  |                       |                       |      |   |              |              |  |
|  |                       |                       |      |   |              |              |  |
|  |                       | Hong Kong             | 2    |   |              |              |  |
|  |                       |                       | 2    |   |              |              |  |
|  |                       |                       | Fiyi | 3 |              |              |  |
|  | Fiyi                  | 3                     | Fiyi | 3 |              |              |  |
|  | Fiyi                  | 3                     |      |   |              |              |  |
|  | Sri Lanka             | 0                     |      |   | Tercer lugar | Tercer lugar |  |
|  | Sri Lanka             | 0                     |      |   | Tercer lugar | Tercer lugar |  |
|  |                       |                       |      |   |              |              |  |
|  |                       |                       |      |   | Sri Lanka    |              |  |
|  |                       |                       |      |   |              |              |  |
|  |                       |                       |      |   |              |              |  |
|  |                       |                       |      |   |              |              |  |
|  |                       |                       |      |   |              |              |  |

#### Resultados
| Fase      | Fecha    | Encuentro        | Resultado | Set   | Set   | Set   | Set   | Set   | Puntuación total |
| Fase      | Fecha    | Encuentro        | Resultado | 1     | 2     | 3     | 4     | 5     | Puntuación total |
| --------- | -------- | ---------------- | --------- | ----- | ----- | ----- | ----- | ----- | ---------------- |
| Semifinal | 18-09-10 | Fiyi - Sri Lanka | 3-0       | 25-19 | 25-22 | 25-22 |       |       | 75-63            |
| 13° lugar | 19-09-10 | Hong Kong - Fiyi | 2-3       | 20-25 | 24-26 | 26-24 | 25-19 | 12-15 | 107-109          |

### 9.º al 12.º puesto
|  | Semifinales 9° - 12° | Semifinales 9° - 12° |      |       | 9.º puesto    | 9.º puesto  |  |
|  |                      |                      |      |       |               |             |  |
|  |                      |                      |      |       |               |             |  |
|  | India                | 3                    |      |       |               |             |  |
|  | India                | 3                    |      |       |               |             |  |
|  | Australia            | 2                    |      |       |               |             |  |
|  | Australia            | 2                    |      | India | 0             |             |  |
|  |                      |                      |      | India | 0             |             |  |
|  |                      |                      | Irán | 3     |               |             |  |
|  | Irán                 | 3                    | Irán | 3     |               |             |  |
|  | Irán                 | 3                    |      |       |               |             |  |
|  | Nueva Zelanda        | 0                    |      |       | 11.º puesto   | 11.º puesto |  |
|  | Nueva Zelanda        | 0                    |      |       | 11.º puesto   | 11.º puesto |  |
|  |                      |                      |      |       |               |             |  |
|  |                      |                      |      |       | Australia     | 3           |  |
|  |                      |                      |      |       | Australia     | 3           |  |
|  |                      |                      |      |       | Nueva Zelanda | 1           |  |
|  |                      |                      |      |       | Nueva Zelanda | 1           |  |
|  |                      |                      |      |       |               |             |  |

#### Resultados
| Fase      | Fecha    | Encuentro                 | Resultado | Set   | Set   | Set   | Set   | Set   | Puntuación total |
| Fase      | Fecha    | Encuentro                 | Resultado | 1     | 2     | 3     | 4     | 5     | Puntuación total |
| --------- | -------- | ------------------------- | --------- | ----- | ----- | ----- | ----- | ----- | ---------------- |
| Semifinal | 18-09-10 | Irán - Australia          | 3-2       | 26-24 | 17-25 | 12-25 | 25-12 | 15-11 | 95-97            |
| Semifinal | 18-09-10 | Irán - Nueva Zelanda      | 3-0       | 25-13 | 25-19 | 25-13 |       |       | 75-45            |
| 11° lugar | 19-09-10 | Australia - Nueva Zelanda | 3-1       | 25-18 | 16-25 | 25-19 | 25-22 |       | 91-84            |
| 9° lugar  | 19-09-10 | India - Irán              | 3-0       | 25-27 | 16-25 | 15-25 |       |       | 56-77            |

### Ronda final
|  | Cuartos de final | Cuartos de final |           |       | Semifinal  | Semifinal  |  |  | 1.º puesto | 1.º puesto |
|  |                  |                  |           |       |            |            |  |  |            |            |
|  | 18-09-10         |                  |           |       |            |            |  |  |            |            |
|  |                  |                  |           |       |            |            |  |  |            |            |
|  | Tailandia        | 3                |           |       |            |            |  |  |            |            |
|  | Tailandia        | 3                | 19-09-10  |       |            |            |  |  |            |            |
|  | Indonesia        | 0                |           |       |            |            |  |  |            |            |
|  | Indonesia        | 0                | Tailandia | 0     |            |            |  |  |            |            |
|  | 18-09-10         |                  | Tailandia | 0     |            |            |  |  |            |            |
|  |                  | China            | 3         |       |            |            |  |  |            |            |
|  | China            | China            | 3         | 3     |            |            |  |  |            |            |
|  | China            |                  | 20-09-10  | 3     |            |            |  |  |            |            |
|  | Kazajistán       | 0                |           |       |            |            |  |  |            |            |
|  | Kazajistán       | 0                | China     | 3     |            |            |  |  |            |            |
|  | 18-09-10         |                  | China     | 3     |            |            |  |  |            |            |
|  |                  | Corea del Sur    | 0         |       |            |            |  |  |            |            |
|  | Japón            | Corea del Sur    | 0         | 3     |            |            |  |  |            |            |
|  | Japón            | 19-09-10         |           | 3     |            |            |  |  |            |            |
|  | Vietnam          | 0                |           |       |            |            |  |  |            |            |
|  | Vietnam          | 0                | Japón     | 1     | 3.º puesto | 3.º puesto |  |  |            |            |
|  | 18-09-10         |                  | Japón     | 1     | 3.º puesto | 3.º puesto |  |  |            |            |
|  |                  | Corea del Sur    | 3         |       |            |            |  |  |            |            |
|  | China Taipéi     | Corea del Sur    | 3         | 0     | Tailandia  | 0          |  |  |            |            |
|  | China Taipéi     |                  |           | 0     | Tailandia  | 0          |  |  |            |            |
|  | Corea del Sur    | 3                |           | Japón | 3          |            |  |  |            |            |
|  | Corea del Sur    | 3                |           |       | 3          |            |  |  |            |            |
|  |                  |                  |           |       |            |            |  |  | 20-09-10   |            |
|  |                  |                  |           |       |            |            |  |  |            |            |

### Cuartos de final
| Fecha    |              | Resultado |               | Set   | Set   | Set   | Set | Set | Puntuación Total |
| Fecha    | 1            | Resultado | 2             | 3     | 4     | 5     |     |     | Puntuación Total |
| -------- | ------------ | --------- | ------------- | ----- | ----- | ----- | --- | --- | ---------------- |
| 18-09-10 | Tailandia    | 3-0       | Indonesia     | 25-17 | 25-20 | 25-10 |     |     | 75-48            |
| 18-09-10 | China Taipéi | 0-3       | Corea del Sur | 13-25 | 24-26 | 20-25 |     |     | 57-76            |
| 18-09-10 | Japón        | 3-0       | Vietnam       | 25-10 | 25-17 | 25-08 |     |     | 75-35            |
| 18-09-10 | China        | 3-0       | Kazajistán    | 25-11 | 25-16 | 25-12 |     |     | 75-39            |

### Semifinal
| Fecha    |           | Resultado |               | Set   | Set   | Set   | Set   | Set | Puntuación Total |
| Fecha    | 1         | Resultado | 2             | 3     | 4     | 5     |       |     | Puntuación Total |
| -------- | --------- | --------- | ------------- | ----- | ----- | ----- | ----- | --- | ---------------- |
| 19-09-10 | Tailandia | 1-3       | China         | 11-25 | 23-25 | 21-25 |       |     | 55-75            |
| 19-09-10 | Japón     | 1-3       | Corea del Sur | 25-23 | 22-25 | 17-25 | 22-25 |     | 86-98            |

### 3° Puesto
| Fecha    |           | Resultado |       | Set   | Set   | Set   | Set | Set | Puntuación Total |
| Fecha    | 1         | Resultado | 2     | 3     | 4     | 5     |     |     | Puntuación Total |
| -------- | --------- | --------- | ----- | ----- | ----- | ----- | --- | --- | ---------------- |
| 20-09-10 | Tailandia | 0-3       | Japón | 22-25 | 17-25 | 24-26 |     |     | 63-76            |

### 1° Puesto
| Fecha    |       | Resultado |               | Set   | Set   | Set   | Set | Set | Puntuación Total |
| Fecha    | 1     | Resultado | 2             | 3     | 4     | 5     |     |     | Puntuación Total |
| -------- | ----- | --------- | ------------- | ----- | ----- | ----- | --- | --- | ---------------- |
| 09-10-12 | China | 3-0       | Corea del Sur | 25-18 | 25-21 | 25-17 |     |     | 75-56            |

### 5° y 7° puesto
|  | Semifinales  | Semifinales |              |            | 5.º puesto | 5.º puesto |  |
|  | 19-09-10     | 19-09-10    |              |            | 20-09-10   | 20-09-10   |  |
|  |              |             |              |            |            |            |  |
|  |              |             |              |            |            |            |  |
|  | Indonesia    | 1           |              |            |            |            |  |
|  | Indonesia    | 1           |              |            |            |            |  |
|  | Kazajistán   | 3           |              |            |            |            |  |
|  | Kazajistán   | 3           |              | Kazajistán | 0          |            |  |
|  |              |             |              | Kazajistán | 0          |            |  |
|  |              |             | China Taipéi | 3          |            |            |  |
|  | Vietnam      | 0           | China Taipéi | 3          |            |            |  |
|  | Vietnam      | 0           |              |            |            |            |  |
|  | China Taipéi | 3           |              |            | 7.º puesto | 7.º puesto |  |
|  | China Taipéi | 3           |              |            | 7.º puesto | 7.º puesto |  |
|  |              |             |              |            |            |            |  |
|  |              |             |              |            | Indonesia  | 3          |  |
|  |              |             |              |            | Indonesia  | 3          |  |
|  |              |             |              |            | Vietnam    | 0          |  |
|  |              |             |              |            | Vietnam    | 0          |  |
|  |              |             |              |            |            |            |  |

### Clasificación del 5°-8°
| Fecha    |           | Resultado |              | Set   | Set   | Set   | Set   | Set | Puntuación Total |
| Fecha    | 1         | Resultado | 2            | 3     | 4     | 5     |       |     | Puntuación Total |
| -------- | --------- | --------- | ------------ | ----- | ----- | ----- | ----- | --- | ---------------- |
| 19-09-10 | Indonesia | 1-3       | Kazajistán   | 24-26 | 25-21 | 15-25 | 20-25 |     | 84-97            |
| 19-09-10 | Vietnam   | 0-3       | China Taipéi | 12-25 | 09-25 | 16-25 |       |     | 37-75            |

### Clasificación del 7°
| Fecha    |           | Resultado |         | Set   | Set   | Set   | Set | Set | Puntuación Total |
| Fecha    | 1         | Resultado | 2       | 3     | 4     | 5     |     |     | Puntuación Total |
| -------- | --------- | --------- | ------- | ----- | ----- | ----- | --- | --- | ---------------- |
| 20-09-10 | Indonesia | 3-0       | Vietnam | 25-16 | 25-19 | 25-13 |     |     | 75-48            |

### Clasificación del 5°
| Fecha    |            | Resultado |              | Set   | Set   | Set   | Set | Set | Puntuación Total |
| Fecha    | 1          | Resultado | 2            | 3     | 4     | 5     |     |     | Puntuación Total |
| -------- | ---------- | --------- | ------------ | ----- | ----- | ----- | --- | --- | ---------------- |
| 20-09-10 | Kazajistán | 0-3       | China Taipéi | 17-25 | 21-25 | 18-25 |     |     | 56-75            |

## Clasificación general
| Pos | Equipo        |
| --- | ------------- |
| 1   | China         |
| 2   | Corea del Sur |
| 3   | Japón         |
| 4   | Tailandia     |
| 5   | China Taipéi  |
| 6   | Kazajistán    |
| 7   | Indonesia     |
| 8   | Vietnam       |
| 9   | Irán          |
| 10  | India         |
| 11  | Australia     |
| 12  | Nueva Zelanda |
| 13  | Fiyi          |
| 14  | Hong Kong     |
| 15  | Sri Lanka     |

## Distinciones individuales
| Distinción      | Nombre        | Equipo        |
| --------------- | ------------- | ------------- |
| MVP             | Liu Yanhan    | China         |
| Mejor Anotadora | Park Jeong-Ah | Corea del Sur |
| Mejor Ataque    | Mari Horikawa | Japón         |
| Mejor Bloqueo   | Yang Zhou     | China         |
| Mejor Servicio  | Mari Horikawa | Japón         |
| Mejor Armadora  | Wu Bei        | China         |
| Mejor Líbero    | Sumiko Mori   | China         |

| Predecesor: China Taipéi 2008 | Campeonato Asiático de Voleibol Femenino Sub-20 Vietnam 2010 | Sucesor: Tailandia 2012 |